# Adolf Schnürle
Adolf Schnürle (* 24. Mai 1897; † 10. November 1951) war ein deutscher Ingenieur. Er wurde 1924 an der Technischen Hochschule Stuttgart zum Thema „Theoretisch-thermische Untersuchung eines neuen Verfahrens der Umwandlung von Wärme in mechanische Nutzarbeit bei Verwendung festen Brennstoffes“ promoviert. Im selben Jahr meldete er für seinen Arbeitgeber, die Klöckner-Humboldt-Deutz A. G. („KHD“), die Dreikanalumkehrspülung für Zweitaktdieselmotoren zum Patent (a) an; das Patent wurde erteilt, und DKW erwarb 1932 eine Lizenz daran.
Noch im selben Jahr wurde als erstes Modell die DKW Block 350 auf die neuerworbene Technik umgestellt. Die Umkehrspülung in ihrer Weiterentwicklung bei DKW revolutionierte den Bau kleiner Zweitaktmotoren.
Schnürle begann dann 1935 bei KHD mit der Entwicklung von Dieselflugmotoren, die in Konkurrenz zu den Gegenkolbenzweitaktdieselflugmotoren von Junkers treten sollten.
Vor und während des Zweiten Weltkrieges hatte Schnürle eine eigene Firma (Adolf Schnürle Motorenkonstruktion/Stuttgart), in der er weiter an der Entwicklung des Zweitaktdieselmotors arbeitete und für KHD bis 1940 einen 8-Zylinder-Sternmotor, den DZ 700, einen 16-Zylinder-Boxermotor, den DZ 710, sowie einen 32-Zylinder-H-Motor, den DZ 720, entwickelte. Es kam auch zu einzelnen Flugversuchen, jedoch wurde die Entwicklung dann abgebrochen.
Es existiert eine Dr.-Ing. Adolf und Gertrud Schnürle-Stiftung an der evangelisch-theologischen Fakultät der Eberhard-Karls-Universität Tübingen.

## Werke
- Theoretisch-thermische Untersuchung eines neuen Verfahrens der Umwandlung von Wärme in mechanische Nutzarbeit bei Verwendung festen Brennstoffes. Dissertation Technische Hochschule Stuttgart 31. Dezember 1924
- Die Gasmaschine (= Heft 5 des von Hans List herausgegebenen Werkes „Die Verbrennungskraftmaschine“). Springer, Wien 1939. DNB 362643253